# Ferdinand von Schirach
Ferdinand von Schirach, né à Munich le 12 mai 1964, est un écrivain et avocat allemand.

## Biographie
Ferdinand von Schirach est fils d’un négociant munichois, Robert von Schirach (1938-1980), et de son épouse, née Fähndrich (1942-) ; il est aussi le petit-fils du dirigeant des Jeunesses hitlériennes, Baldur von Schirach, condamné à vingt ans de prison lors du procès de Nuremberg. Il passe sa jeunesse à Munich et à Trossingen et fréquente le collège des Jésuites, Saint-Blaise, dont il devait dénoncer les cas d’abus dans Der Spiegel.
Après des études à Bonn et un stage probatoire à Cologne et Berlin, il s’établit comme avocat en 1994, se spécialisant en droit criminel. Il se fait un nom en défendant l’écrivain Norbert Juretzko, accusé par le Service fédéral de renseignements allemand (BND) d’avoir publié des secrets d’État, et l’ancien journaliste Günter Schabowski, responsable du SED et membre du Politbüro du Comité central du SED en RDA, lors du procès dit « du Politbüro ». Il fait également parler de lui lors de l’affaire Liechtenstein, alors qu’il assure le poste d’avocat de la défense contre le Service fédéral de renseignements allemand (BND) ou lorsqu’il dépose une plainte au nom de la famille de l’acteur Klaus Kinski, décédé, contre le responsable berlinois du Service de protection de la vie privée, après que celui-ci eut permis la publication du dossier de santé de l’acteur. Von Schirach se consacre exclusivement à la pratique du droit criminel.
En août 2009, von Schirach publie Crimes (Verbrechen) aux éditions Piper. Ce recueil de nouvelles – toutes fondées sur des cas provenant de ses archives – demeure pendant cinquante-quatre semaines en tête du palmarès de l’hebdomadaire Der Spiegel. Les droits d’auteur du livre se vendent dans plus de trente pays. Ils sont achetés en France par les Éditions Gallimard, aux États-Unis par Alfred A. Knopf inc, en Grande-Bretagne par Chatto and Windus et en Espagne par Salamandra. Lu par Burghart Klaußner, il est paru sous forme de livre-audio publié en 2009 par la maison Der Audio Verlag. La maison Constantin Film en achète les droits d’adaptation cinématographique. Doris Dörrie se sert en 2012 d’une des nouvelles contenues dans le recueil pour son film Glück (La chance) . Les nouvelles qui composent Crimes sont adaptées en 2012 par le réalisateur Oliver Berben et présentées sous forme de mini-série sur la chaîne de télévision allemande ZDF, avec Josef Bierbichler dans le rôle de l’avocat Friedrich Leonhardt,,.
En 2010, son deuxième livre, Coupables (Schuld, littéralement : La faute), paraît également chez Piper Verlag. Tout comme Crimes, il s’agit d’un recueil de nouvelles tirées de la vie quotidienne d’un avocat,. Dès sa parution, il se propulse au sommet du palmarès de Der Spiegel. L’adaptation en livre-audio, lue par Burghart Klaußner, mérite le prix du livre-audio allemand. Les films Constantin ont, pour leur part, acheté les droits d’adaptation cinématographique.
D’autres nouvelles de von Schirach sont parues dans les quotidiens Süddeutsche Zeitung et Frankfurter Allgemeinen Zeitung, ainsi que dans le magazine Der Spiegel. Depuis 2010, von Schirach écrit également une colonne dans le Der Spiegel sous le titre Einspruch (Pourvoi).
Son troisième livre paraît en septembre 2011, toujours chez Piper Verlag, sous le titre L'Affaire Collini (Der Fall Collini) et atteint la deuxième place au palmarès de Der Spiegel. Ce livre romancé se présente comme un document véridique qui traite du meurtre de l’industriel Hans Meyer, ancien officier nazi en Italie. L’accent y est mis sur les difficultés de procédure que subit ce procès, lequel n’aboutira jamais, l’accusé s’étant suicidé. Le thème principal porte sur les jugements prononcés dans l’après-guerre par une justice indulgente à l’endroit des coupables nazis de même que sur la problématique de la prescription concernant la complicité dans les cas de meurtre, telle qu’elle se dégage de la Loi d’introduction (Einführungsgesetz) à la Loi sur les infractions punissables sur déclaration de culpabilité par procédure sommaire (Gesetz über Ordnungswidrigkeiten [EGOWiG]), dont l’un des principaux contributeurs avait été le juriste Eduard Dreher. Le jour même de sa parution, le livre devient un sujet d’actualité. Le quotidien Die WELT parle alors « d’un cas clair comme le jour d’amoralité bouleversante », le FOCUS « d’un coup de chance pour la littérature allemande ». Von Schirach lui-même devait déclarer dans une entrevue avec le Zeit que, pour lui, il ne s’agit pas de savoir « qui était le coupable », mais bien « quels étaient les motifs » Dans un essai paru dans le Der Spiegel, von Schirach traite du cas de son grand-père, Baldur von Schirach, disant qu’il n’avait pas voulu faire de L'Affaire Collini une transposition de l’histoire de sa famille, mais bien plutôt traiter « de la justice d’après-guerre, des tribunaux dans la République fédérale, des jugements éhontés, des juges qui n’ordonnaient que cinq minutes de prison pour chaque assassinat commis par un criminel nazi. C’est un livre qui porte sur les crimes dans notre État, sur la vengeance, sur la faute et toutes ces choses pour lesquelles, aujourd’hui encore, nous traînons le poids de l’échec ». Le magazine littéraire Cicero précise que le langage de von Schirach est dur et calculé de façon très précise ; que, contrairement à Bernhard Schlink (autre écrivain de langue allemande, auteur du Liseur), il se range assurément du côté de la victime. Le 11 janvier 2012, la ministre fédérale de la Justice, Sabine Leutheusser-Schnarrenberger, institue une commission d’enquête indépendante sur la façon dont a été traité le passé nazi au ministère fédéral de la Justice, faisant ainsi suite, entre autres choses, au roman L'Affaire Collini.
En Allemagne seulement, les ventes des livres de Ferdinand von Schirach ont atteint en février 2012 plus d’un million d’exemplaires. Dans plusieurs autres pays, ils se sont classés parmi les succès de librairie.
Tabou (Tabu), paru en 2013, est un roman policier, alors que Die Würde ist antastbar, paru en 2014, relève de l'essai.
En mars 2020, il publie Sanctions, un recueil de nouvelles.

## Œuvres
- Verbrechen (2009)  (ISBN 978-3-492-05362-4) Publié en français sous le titre Crimes, traduit par Pierre Malherbet, Paris, Gallimard, coll. « Du monde entier », 2011  (ISBN 978-2-07-012904-1) ; réédition, Paris, Gallimard, coll. « Folio » no 5452, 2012  (ISBN 978-2-07-044800-5)
- Schuld (2010)  (ISBN 978-3-492-05422-5) Publié en français sous le titre Coupables, traduit par Pierre Malherbet, Paris, Gallimard, coll. « Du monde entier », 2012  (ISBN 978-2-07-013311-6) ; réédition, Paris, Gallimard, coll. « Folio » no 5792, 2014  (ISBN 978-2-07-045713-7)
- Der Fall Collini (2011)  (ISBN 978-3-492-05475-1) Publié en français sous le titre L'Affaire Collini, traduit par Pierre Malherbet, Paris, Gallimard, coll. « Du monde entier », 2014  (ISBN 978-2-07-013772-5) ; réédition, Paris, Gallimard, coll. « Folio » no 6016, 2015  (ISBN 978-2-07-046579-8)
- Carl Tohrbergs Weihnachten (2012)
- Tabu (2013) Publié en français sous le titre Tabou, traduit par Olivier Le Lay, Paris, Gallimard, coll. « Du monde entier », 2016, 228 pages  (ISBN 978-2-07-014582-9)
- Die Würde ist antastbar (2014)
- Terror (2015)Publié en français sous le titre Terreur, traduit par Michel Deutsch, Paris, L'Arche Editeur, coll. "Scène ouverte", 2017  (ISBN 978-2-85181-912-3)
- Die Herzlichkeit der Vernunft, avec Alexander Kluge (2017)Publié en français sous le titre La Chaleur de la raison. Dialogue entre deux intellectuels allemands, traduit par Olivier Mannoni, Paris, Gallimard, coll. « Hors Série Littérature », 2019  (ISBN 9782072835605)
- Strafe (2018)Publié en français sous le titre Sanction, traduit par Rose Labourie, Paris, Gallimard, coll. « Du monde entier », 2020  (ISBN 978-2-07-282731-0)
- Kaffee und Zigaretten (2019) Publié en français sous le titre Café et Cigarettes, traduit par Rose Labourie, Paris, Gallimard, 2023
- Gott (2020) Publié en français sous le titre Dieu, traduit par Rose Labourie, Paris, Gallimard, 2024

### Adaptations cinématographiques
- Der Fall Collini (2019), sorti en France en 2022 sous le titre L'affaire Collini, d'après le roman éponyme

## Récompenses et distinctions
- 2010 : Stern des Jahres für Literatur (Étoile de l’année en littérature) du quotidien Abendzeitung de Munich.
- 2010 : Prix Kleist pour son premier roman Verbrechen.
- 2010 : En nomination pour le prix du reportage allemand, catégorie « essai ».
- 2011 : Berliner Bär (Ours de Berlin) pour la littérature.
- 2011 : En nomination pour le prix du reportage allemand, catégorie « essai ».
- 2011 : En nomination pour le Prix Médicis étranger en France.
- 2012 : En nomination pour le Prix Médicis étranger en France.
- 2012 : Honyataisho (Grand prix des libraires japonais) dans la catégorie « littérature internationale ».

## Crédit d'auteurs
- (de) Cet article est partiellement ou en totalité issu de l’article de Wikipédia en allemand intitulé « Ferdinand von Schirach » (voir la liste des auteurs).